# IC 5038
IC 5038 је спирална галаксија у сазвјежђу Паун која се налази на листи објеката дубоког неба у Индекс каталогу.
Деклинација објекта је - 65° 1' 0" а ректасцензија 20h 46m 51,3s. Привидна величина (магнитуда) објекта IC 5038 износи 12,7 а фотографска магнитуда 13,4. Налази се на удаљености од 40,463 милиона парсека од Сунца. IC 5038 је још познат и под ознакама ESO 106-12, AM 2042-651, IRAS 20424-6512, PGC 65365.